# Arabia (Marte)
Arabia  è una caratteristica di albedo della superficie di Marte.